# Bellvei variedad1
Bellvei variedad1 es el nombre de una variedad cultivar de manzano (Malus domestica) Esta manzana está cultivada en la colección de germoplasma de manzanas del CSIC, también está cultivada en la colección de germoplasma de peral y manzano en la "Finca de Gimenells de la Estación Experimental de Lérida - IRTA". Esta manzana es originaria de la Comunidad autónoma de Cataluña, procedente de un ejemplar localizado en el año 2001 en el municipio de Torre de Capdella, en la comarca de Pallars Jussá, en Lérida.

## Sinónimos
- "Poma Bellvei variedad1",[3]
- "Bellvei-1 M59",[3]
- "Manzana Bellvei variedad1".[7]

## Historia
'Bellvei variedad1' es una variedad de manzana de Cataluña, está catalogada con el número de accesión M059 en el Banco de germoplasma de peral y manzano de la Universidad de Lérida, que se encuentra integrado en la Red de Colecciones del Programa de Conservación y Utilización de los Recursos Fitogenéticos para la Alimentación y la Agricultura, del Plan Nacional de I+D+I.
'Bellvei variedad1' está considerada con otras muchas de las entradas que se han incorporado al Banco de germoplasma en la "Finca de Gimenells de la Estación Experimental de Lérida - IRTA", provienen de ejemplares únicos, en algunos casos, actualmente desaparecidos, lo que ha permitido paliar la erosión genética que se está dando en estas especies frutales.
'Bellvei variedad1' es una variedad que se cultiva para su conservación genética, para posibles usos y mejoras en cruces con otras variedades, para incrementar cualidades o intercambiarlas.

## Características
El manzano de la variedad 'Bellvei variedad1' tiene un vigor medio de tipo ramificado, con porte horizontal; ramos con pubescencia media, de un grosor delgado, con longitud de entrenudos medios, número de lenticelas medio, relación longitud/grosor de los entrenudos grande, tipo de ramos fructíferos "sin predominio"; época de inicio de floración muy temprana, yema fructífera de forma ovoide-cónica de una longitud corta, flor no abierta presenta color del botón floral rosa pálido, flor de tamaño pequeño, pétalos con posición relativa de los bordes tangentes, inflorescencia con número medio de flores, de forma plana o ligeramente cupuliforme, sépalos de color predominante verde, sépalos de longitud media, con los pétalos de longitud corta y anchura corta, siendo la relación longitud/anchura de los pétalos bastante más largos, estilos con longitud en relación con los estambres de la misma longitud, estilos con punto de soldadura lejos de la base.
Las hojas tienen un porte horizontal en relación con el ramo, limbo de longitud medio y de anchura medio, con una relación longitud/anchura media, forma del borde ondulada, peciolo con longitud medio, forma del limbo elíptico-alargada, aspecto de la superficie del haz medianamente brillante, pubescencia del envés media, plegamiento de la superficie cóncava, tamaño de la punta grande, forma de la base aguda, estípulas con una forma filiformes, y ángulo del peciolo respecto al ramo grande.
La variedad de manzana 'Bellvei variedad1' tiene un fruto de tamaño y peso muy grande; forma globosa cónica, relación longitud/anchura media, lados (ausencia o presencia de lados marcados) medio, posición de la anchura máxima en hacia el pedúnculo; piel con estado ceroso ausente o muy débil, pruina de la epidermis ausente o muy débil; con color de fondo amarillo-verdoso, importancia del sobre color débil, sobre color de superficie rosa, siendo su intensidad claro, reparto del color en la superficie placas continuas con estrías, acusando unas lenticelas medianas, y una sensibilidad al "russeting" (pardeamiento áspero superficial que presentan algunas variedades) en las caras laterales ausente o muy débil; pedúnculo con una longitud medio, y un grosor medio, anchura de la cavidad peduncular grande, profundidad de la cavidad pedúncular profunda, y con importancia del "russeting" en cavidad peduncular medio; coronamiento por encima del cáliz fuerte, anchura de la cav. calicina media, profundidad de la cav. calicina media, y con importancia del "russeting" en cavidad calicina ausente o muy débil; longitud del sépalo media; ojo de tamaño medio, parcialmente abierto; sépalos medios.
Carne de color blanca, con oscurecimiento de la carne al corte fuerte; textura media, dureza de la carne dura, con jugosidad jugoso; sabor algo aromático, bueno; corazón con distinción de la línea fuerte; eje abierto; porte del sépalo erecto; lóculos carpelares cerrados; semilla de longitud muy grande, de anchura muy ancha, y de color marrón oscuro.
La manzana 'Bellvei variedad1' tiene una época de maduración y recolección de fruto media, principios de otoño. Su época de caída de hoja es temprana. Se usa como manzana de mesa fresca y para sidra.

## Calidad de fruto y prueba de cata
- Peso del fruto: Muy grande
- Calibre del fruto: Grande
- Longitud del fruto: Muy grande
- Índice de almidón: Medio
- Dureza medida de la carne: Media
- Índice refractométrico (IR): Alto
- Acidez titulable: Alta
- Jugosidad de la carne: Jugoso
- Textura de la carne: Media
- Dureza sensorial de la carne: Dura
- Dulzor: Medio
- Acidez: Media
- Intensidad del sabor de la carne: Media
- Sabor: Bueno
- Valoración global del fruto: Regular.[3]

## Características Agronómicas
- Afinidad del injerto (compatibilidad): Buena
- Facilidad de formación y poda: Alta
- Tipo de fructificación: Tipo III
- Precocidad varietal: Muy precoz
- Vecería: Baja
- Productividad: Alta
- Necesidad de aclareo: Baja
- Escalonamiento de la maduración del fruto: Largo
- Sensibilidad a la caída en maduración: sin datos
- Aptitud para la conservación del fruto en árbol: sin datos
- Aptitud para la conservación del fruto en almacén o cámara: sin datos
- Sensibilidad al moteado: Alta
- Sensibilidad al oídio: sin datos
- Sensibilidad a pulgón lanígero: sin datos.[3]